# Чечина (река)
Чечина (итал. Cecina) је река која протиче кроз Тоскану која протиче кроз округе Гросето, Сијена, и Пиза и завршава свој ток у округу Ливорно ушћем у Тиренско море у близини града Чечине.